# Cantone di Comps-sur-Artuby
Il Cantone di Comps-sur-Artuby era una divisione amministrativa dell'arrondissement di Draguignan.
È stato soppresso a seguito della riforma complessiva dei cantoni del 2014, che è entrata in vigore con le elezioni dipartimentali del 2015.
Comprendeva i comuni di:
- Bargème
- La Bastide
- Le Bourguet
- Brenon
- Châteauvieux
- Comps-sur-Artuby
- La Martre
- La Roque-Esclapon
- Trigance